# Histoire de Los Angeles

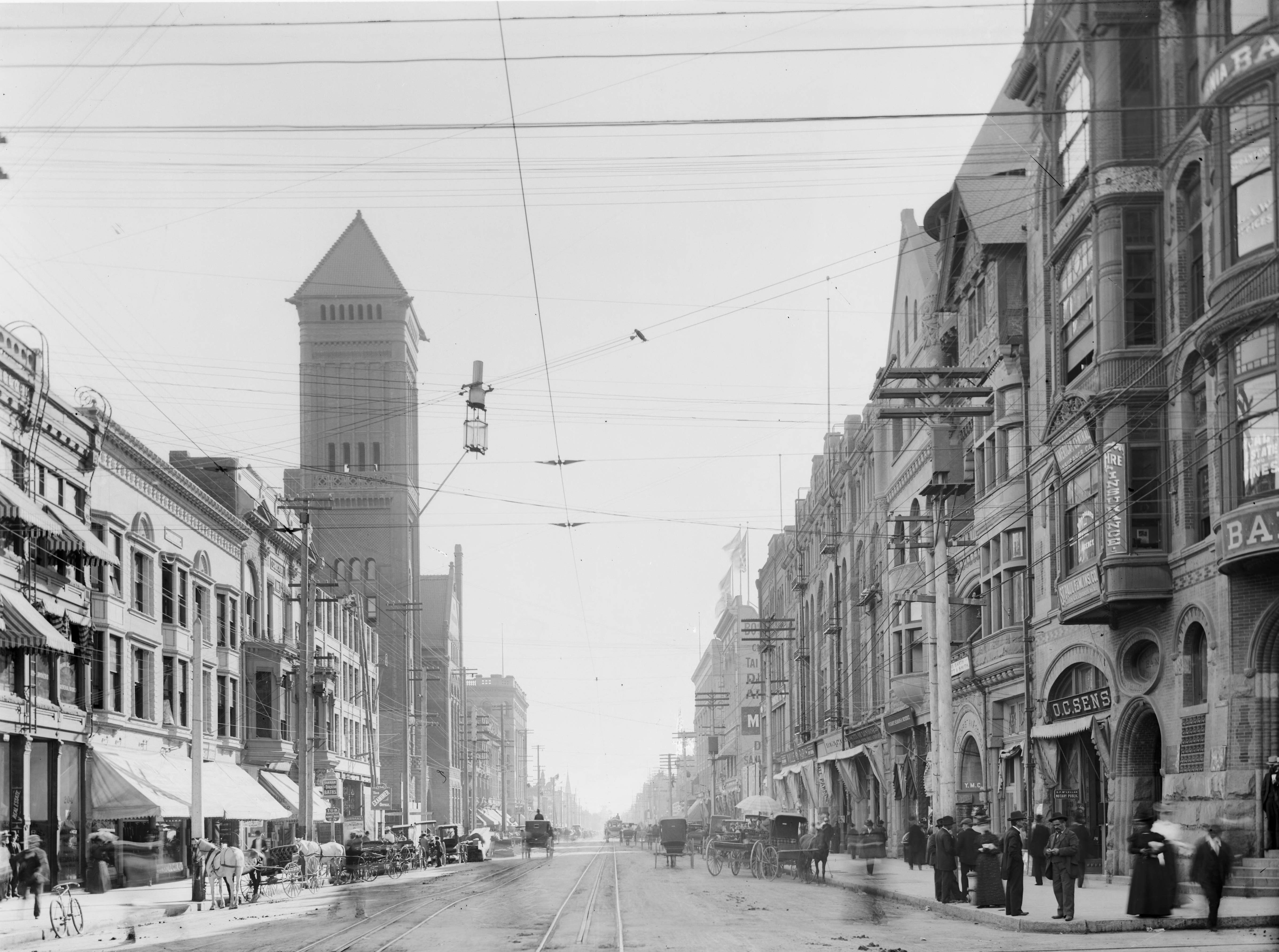
Le centre-ville de Los Angeles en 1895.

Cet article développe l'histoire de Los Angeles, dans l'État de Californie aux États-Unis.

## Histoire chronologique

### L'époque amérindienne
On a retrouvé sur l'Île Santa Rosa des Channel Islands de Californie les restes de l'Arlington Springs Man, datant de 10 000 à 13 000 ans avant Jésus-Christ, qui sont parmi les plus vieux ossements humains d'Amérique. Ils montrent que la région de Los Angeles est habitée depuis cette époque. Parmi les principales tribus amérindiennes qui y habitaient, on compte celle des Tongvas ou Gabrieliños, répartie dans toute la région et notamment à Cahuenga, les Tataviam, installés dans la partie nord de la Vallée de San Fernando - d'où leur nom de Fernandeños -, les Cahuillas et les Chumash. Les Tongvas et les Chumash sont alors les deux groupes principaux. Ils sont aussi présents sur les îles de la côte, ce qui fait se développer un important commerce maritime entre communautés insulaires et continentales. Les anthropologues considèrent la technique de construction de navires utilisée par ces peuples comme la meilleure parmi toutes les tribus d'Amérique du Nord. Les tribus de Californie du Sud commercent avec des peuples aussi éloignés que les Piutes de la vallée de l'Owens, située à 320 kilomètres à l'intérieur des terres.
Lors de l'arrivée des missionnaires espagnols au XVIIIe siècle, environ 5 000 membres de la tribu des Tongvas étaient répartis dans la région sur 31 villages.

### De 1769 à 1875
Bien que les Espagnols aient commencé la conquête du Mexique en 1519, ils n'ont pas lancé d'expédition dans l'Alta California (la Haute-Californie) avant 1769, quand l'explorateur Gaspar de Portolà atteignit cette partie de la région. En 1771, les Espagnols revinrent et fondèrent la Mission San Gabriel Arcangel, une des huit missions établies par les franciscains en Californie du Sud.
Le 4 septembre 1781, 44 pobladores, recrutés du nord du Mexique pour aider à renforcer le contrôle espagnol sur la Haute-Californie, ont fondé la ville, sous ordre du gouverneur Felipe de Neve. Seulement deux de ces colons étaient espagnols : le reste avait essentiellement des racines africaines ou indiennes. La petite ville reçut le nom El Pueblo de Nuestra Señora Reina de los Ángeles de la Porciúncula,  « Le village de Notre Dame Reine des Anges de la Portioncule », en référence à la Basilique Sainte-Marie-des-Anges d'Assise (Italie) qui englobe la Portioncule ("petite portion"), petite église dans laquelle François d'Assise vécut avec ses premiers compagnons. Située sur la Los Angeles River, la bourgade devint un centre pour l'élevage de bovins (ranching) ; en 1800, la Plaza, ou place centrale, était bordée par vingt-neuf édifices.
L'indépendance du Mexique en 1821, si elle fut célébrée par des festivités et une cérémonie de changement du drapeau, changea peu la vie à Los Angeles, même si elle permit la sécularisation des missions : leurs propriétés furent partagées entre les rancheros. Elle eut néanmoins un impact démographique en permettant le développement économique et démographique de la ville : avant 1820, elle comptait environ 650 habitants, en 1841, 1 680.
En 1842, un berger découvrit de l'or dans le Canyon de Placerita, juste en dehors des limites de la ville, ce qui provoqua une ruée vers l'or mineure. Dans les décennies suivantes, l'exploitation minière devint une industrie importante. Les montagnes locales sont toujours couvertes de mines abandonnées et les prospecteurs cherchent toujours de l'or dans la rivière San Gabriel.

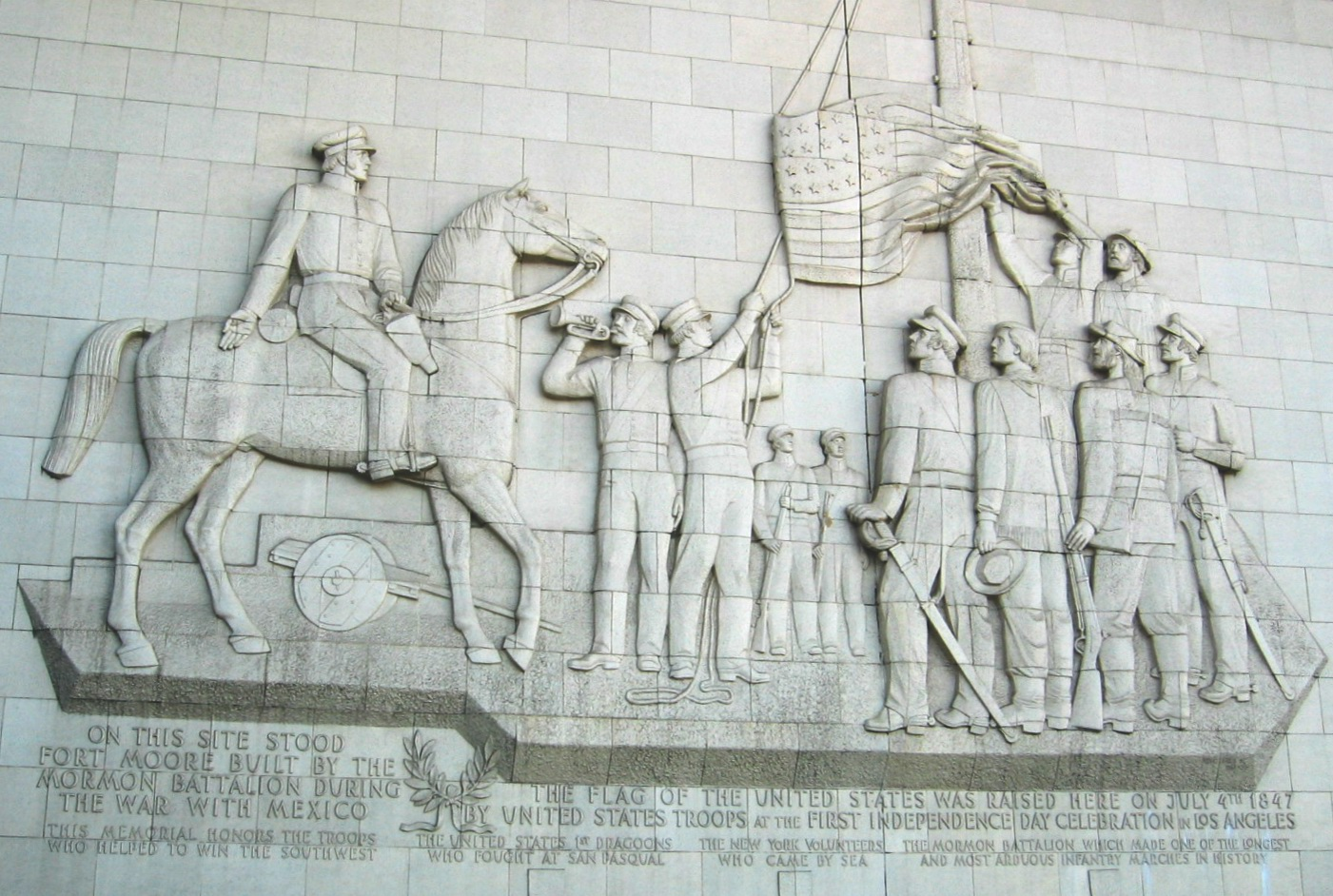
Mémorial des pionniers de Fort Moore.

L'idéologie de la Destinée manifeste atteint la Californie au temps de la guerre américano-mexicaine (1846-1848). Le 18 juin 1846, un petit groupe de Yankees dressa le drapeau de Californie et déclara l'indépendance par rapport au Mexique. Des troupes américaines prirent rapidement le contrôle des presidio de Monterey et San Francisco et déclarèrent la conquête terminée. Dans le sud de la Californie, les Mexicains repoussèrent pour un temps les troupes américaines, mais Los Angeles finit par tomber sous les attaques du lieutenant-colonel John C. Frémont. Les États-Unis et les Californios signèrent le traité de capitulation au col de Cahuenga, le 13 janvier 1847.
Le 4 avril 1850, avec 1 734 habitants, Los Angeles devint officiellement une ville. Au même moment, les anciens propriétaires terriens commençaient à perdre leurs terres. Sommés par les tribunaux des États-Unis de prouver leurs droits, dix pour cent des propriétaires de bona fide du comté de Los Angeles durent quitter leurs terres et furent réduits à la banqueroute. Les plus chanceux des rancheros perdirent leur statut de californios et furent absorbés dans d'autres communautés, selon leur condition financière et la couleur de leur peau.
En 1860, la ville avait dépassé les 5 000 habitants.
D'autres résidents mexicains résistèrent aux nouveaux pouvoirs anglo en se livrant au banditisme contre les gringos. En 1856, Juan Flores menaça la Californie du Sud d'une révolte mexicaine massive. Il fut pendu à Los Angeles devant une foule de 3 000 personnes. Tiburcio Vasquez, devenu légendaire parmi ses contemporains pour ses exploits contre les Anglos, fut capturé à ce qu'on pense être aujourd'hui Hollywood Ouest. Le bandit fut condamné pour deux meurtres par un jury à San Jose en 1874 ; il fut pendu en 1875.

### Accroissement démographique et territorial (1875-1905)

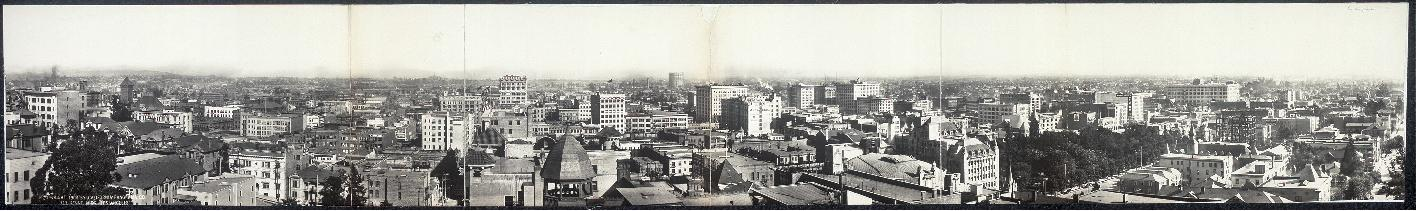
Los Angeles en 1908.

La voie ferrée du Pacifique Sud (Southern Pacific Railroad) arriva en 1876. Du pétrole fut découvert par Edward L. Doheny en 1892, près de l'emplacement actuel du Dodger Stadium. Los Angeles devint un centre de production de pétrole au début du XXe siècle (en 1923, la région produisait un quart de la production mondiale). Malgré ces atouts qui dopèrent sa croissance économique, Los Angeles était toujours une ville plus petite et moins importante que San Francisco.

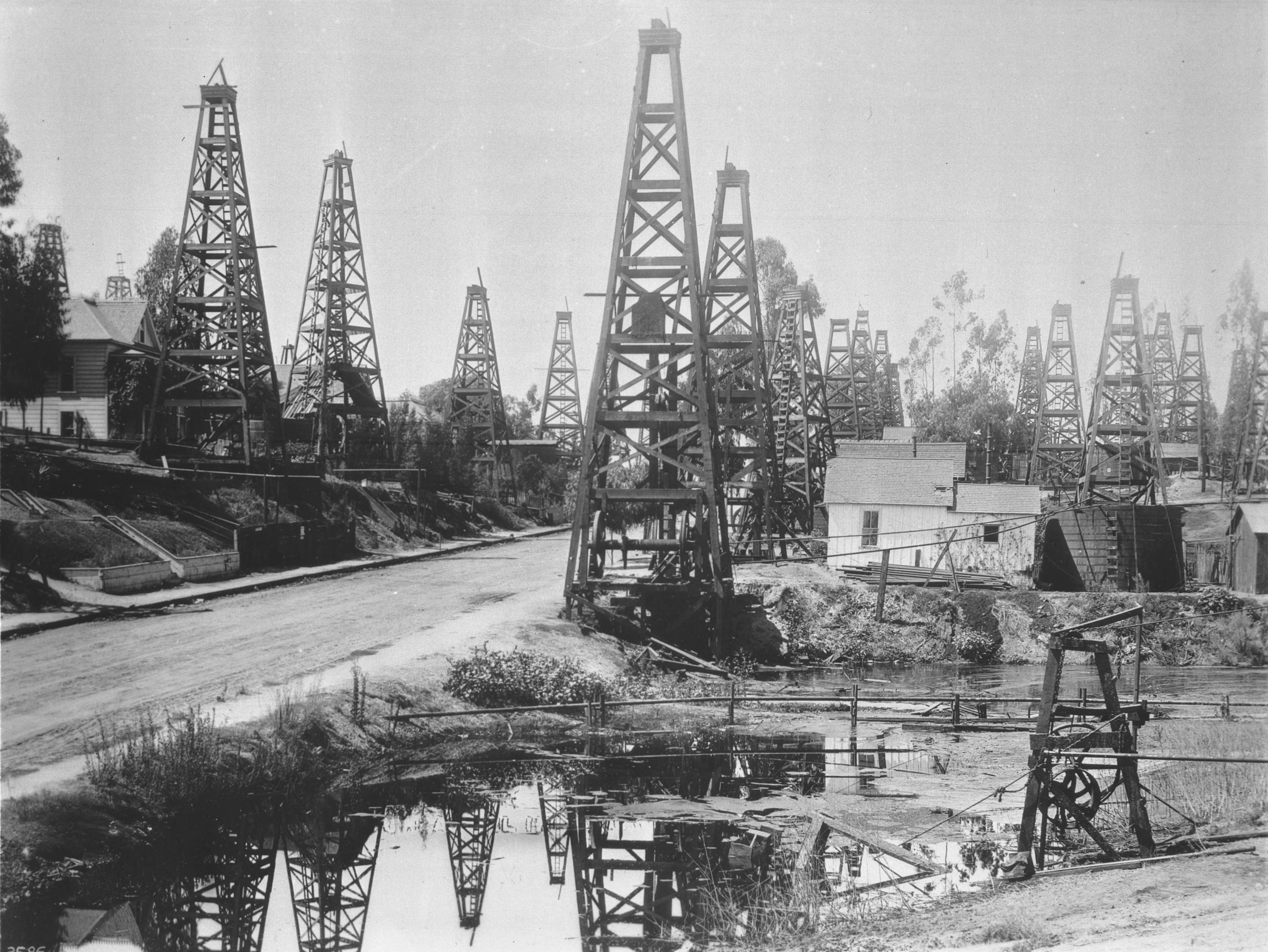
Champs de pétrole à Los Angeles.

Les Angelenos décidèrent de modifier leur géographie afin de concurrencer San Francisco avec ses ports, gares de trains, banques et usines. Harrison Gray Otis, fondateur et propriétaire du Los Angeles Times, ainsi qu'un nombre de partenaires entreprirent de remodeler le sud de la Californie en créant un port à San Pedro avec un financement fédéral.
Cela les mit en mauvaises relations avec Collis P. Huntington, président de la Southern Pacific Railroad Company et l'un des « Grand Quatre » industriels de Californie, qui favorisait un port à Santa Monica. Les efforts pour San Pedro l'emportèrent et les travaux commencèrent en 1899 pour se terminer en 1910. Otis Chandler et ses alliés amendèrent la loi de l'État en 1909 permettant à Los Angeles d'absorber San Pedro et Wilmington.

#### L'aménagement de l'aqueduc de Los Angeles

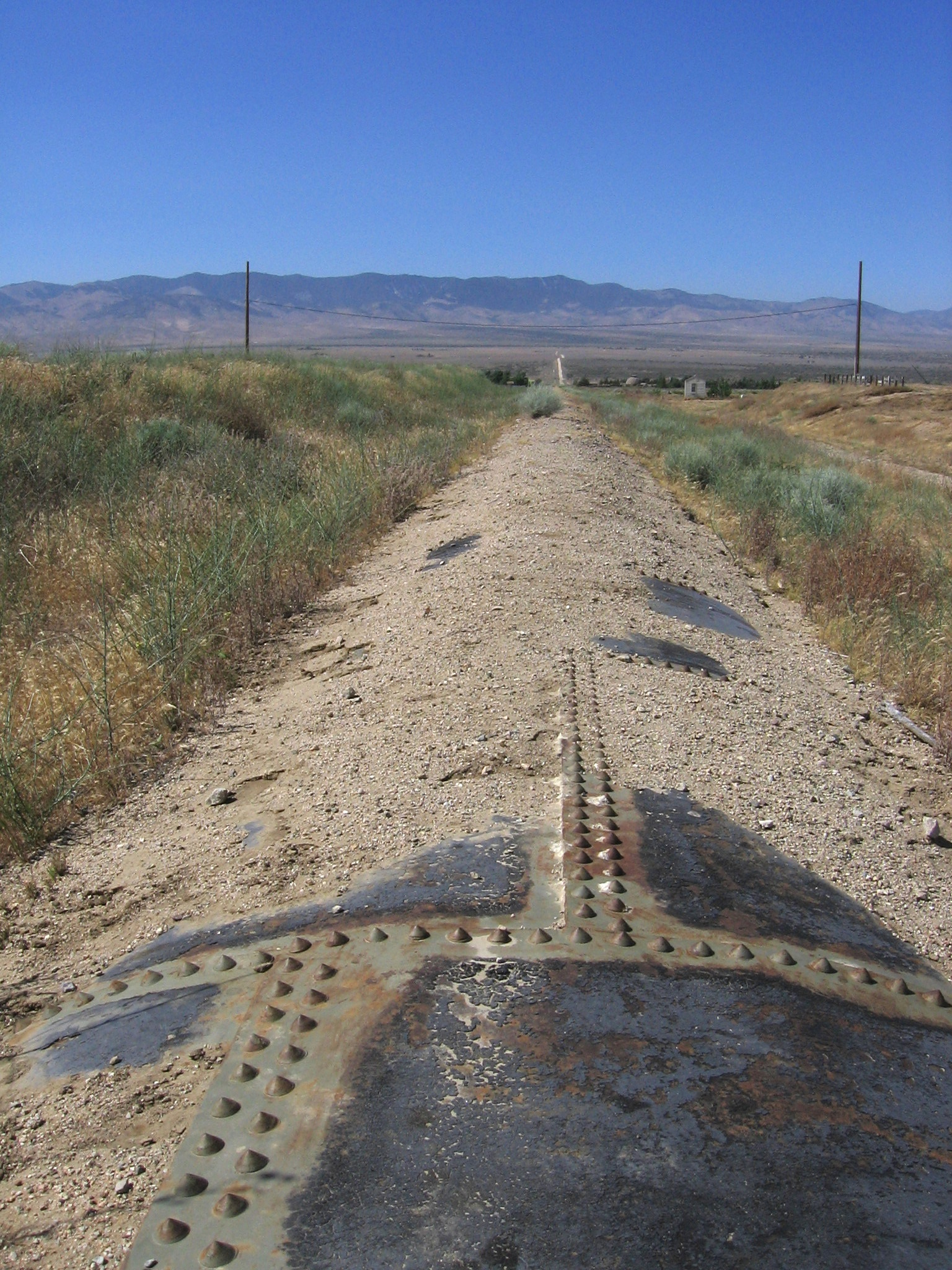
L'aqueduc de Los Angeles.

Afin de soutenir la croissance démographique (en 1900, la population avait dépassé les 100 000 habitants) et de répondre aux défis à venir, on se mit à cherche de nouvelles sources d'eau pour la métropole. À 400 km au nord-est de Los Angeles, dans le comté d'Inyo, près de la frontière avec le Nevada, dans la région désertique de la vallée Owens, coulait la rivière Owens. Elle représentait un flux permanent d'eau fraîche nourri par la fonte des neiges de la Sierra Nevada qui se terminait en un lac salé.
Entre 1899 et 1903, Harrison Gray Otis et son successeur, son gendre Harry Chandler, dirigèrent avec succès des efforts pour racheter des terres bon marché aux bordures de Los Angeles dans la vallée de San Fernando. Ils prirent ensuite le contrôle de la rivière Owens et construisirent un aqueduc, en grande partie conçu par William Mulholland pour amener l'eau de la vallée de Owens à travers les montagnes et le désert à la vallée de San Fernando. J.B. Lippencott, du United States Reclamation Service (qui recevait aussi secrètement un salaire de la ville de Los Angeles) réussit à persuader les fermiers de la vallée de l'Owens et les compagnies d'eau de joindre leurs intérêts et de laisser les droits à l'eau sur 800 km² de terres à cet endroit à Fred Eden, l'agent de Lippencott et ancien maire de Los Angeles. Eden démissionna ensuite du Reclamation Service, fut embauché par le Bureau de l'Eau de Los Angeles comme assistant à William Mulholland, chef du bureau, et donna toutes les cartes, études de terrain et mesures de flux développés par le service à la ville.
En juillet 1905, le Los Angeles Times commença à avertir les électeurs de Los Angeles que le comté serait vite sec à moins qu'ils votent pour l'émission d'obligations pour la construction d'un aqueduc amenant l'eau depuis la rivière Owens. Des conditions de sécheresse artificielle furent créées quand l'eau était envoyée dans les égouts pour réduire la pression sur les réserves d'eau et les habitants n'avaient pas le droit d'arroser leurs pelouses et jardins. Le jour de l'élection, les habitants de Los Angeles votèrent pour une émission d'obligations de 22,5 millions de dollars pour construire l'aqueduc et pour financer les autres coûts du projet. Avec cet argent, la ville acheta la terre qu'Eden avait acquise des fermiers de la vallée de l'Owens. Mulholland commença alors à construire ce qui était à l'époque le plus long aqueduc du monde.

### Naissance et développement du cinéma à Hollywood (1914-1940)

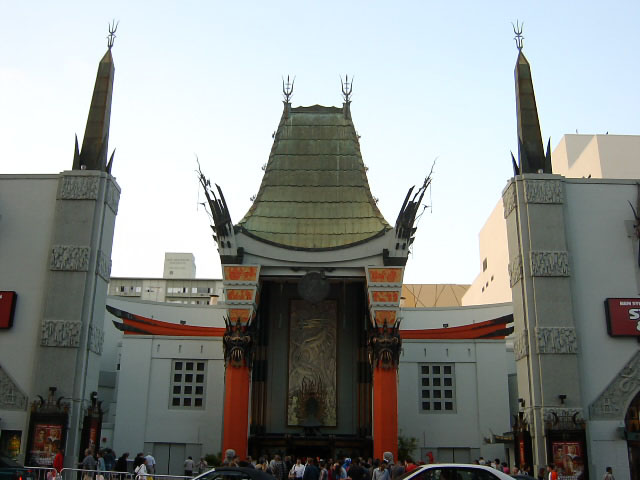
Chinese Theatre, Los Angeles.

C'est au cours de la Première Guerre mondiale que le cinéma prend son essor à Hollywood : dès 1913, les grands réalisateurs comme Cecil B. DeMille ou Jesse L. Lasky rejoignent Los Angeles. La guerre affaiblit le cinéma européen et permet à Hollywood de devenir « La Mecque mondiale du cinéma ».
Rapidement, Hollywood attire des acteurs et des techniciens et de grandes compagnies se constituent : les Warner Brothers Studios sont créés en 1923 à Hollywood. Dans les années 1930, la Metro-Goldwyn-Mayer devient la plus grande société de production d'Hollywood : ses studios s'étendent sur 35 000 hectares et emploient 6 000 personnes. Elle produit de nombreux classiques, parmi lesquels Grand Hôtel ou la série des Tarzan et fait de Greta Garbo et de Joan Crawford des stars. Les oscars sont créés à la fin des années 1920. La Grande Dépression affecte Hollywood à partir de 1933.

### Pendant et après la Seconde Guerre mondiale (1941-1950)
Durant la Seconde Guerre mondiale, Los Angeles devint un centre de production d'avions, d'armes et de munitions. 
En 1938, 60 % des avionneurs américains résidaient en Californie du Sud, principalement dans les régions métropolitaines de Los Angeles et de San Diego, on parle de plus d'une vingtaine de compagnies dont Douglas, Lockheed, Vega (en), Northrop, Hughes Aircraft, McDonnell pour ne citer que les plus grosses, plus leurs sous-traitants. La Californie à la fin de la seconde Guerre Mondiale détiendra 70 % de la fabrication aérospatiale aux États-Unis. De plus, la Marine avait grandement contribué à la croissance de San Diego et, dans une moindre mesure, à celle de Long Beach. les métropoles de San Diego et de Los Angeles devinrent le plus grand complexe militaro-industriel urbain du pays.
Des milliers d'Afro-Américains et de Blancs du sud y migrèrent pour prendre des emplois d'usine.
En 1950, Los Angeles était devenue un géant industriel et financier créé par la production pour la guerre et la migration. Los Angeles assemblait plus de voitures que toute autre ville des États-Unis à part Détroit, faisait plus de pneus que toute autre ville à part Akron (Ohio), faisait plus de meubles que Grand Rapids, et cousait plus de vêtements que toute autre ville à part New York. D'autre part, c'était la capitale nationale pour la production de films, de programmes radio et, quelques années plus tard, de programmes de télévision.
La construction était un secteur en croissance exponentielle alors que des maisons étaient construites sur modèle dans des banlieues en expansion constante, le tout financé par les largesses de la Federal Housing Administration (créée comme partie du programme du New Deal).
Los Angeles continua de s'étendre, en particulier avec le développement de la vallée de San Fernando et la construction des autoroutes, commencée dans les années 1940. Los Angeles devint une ville construite autour de l'automobile, avec tous les problèmes sociaux, politiques et de santé que cette dépendance peut produire.

### La «suburbanisation» de la ville
L'expansion urbaine de la ville devint une spécificité notable de la ville, et le rythme de l'expansion s'accéléra dans les premières décennies du XXe siècle. La vallée de San Fernando, parfois nommée « la banlieue de l'Amérique », devint un site favori de construction, et la ville commença à grandir au-delà de son site originel vers l'océan et l'est.

### La pollution et les crises de smog

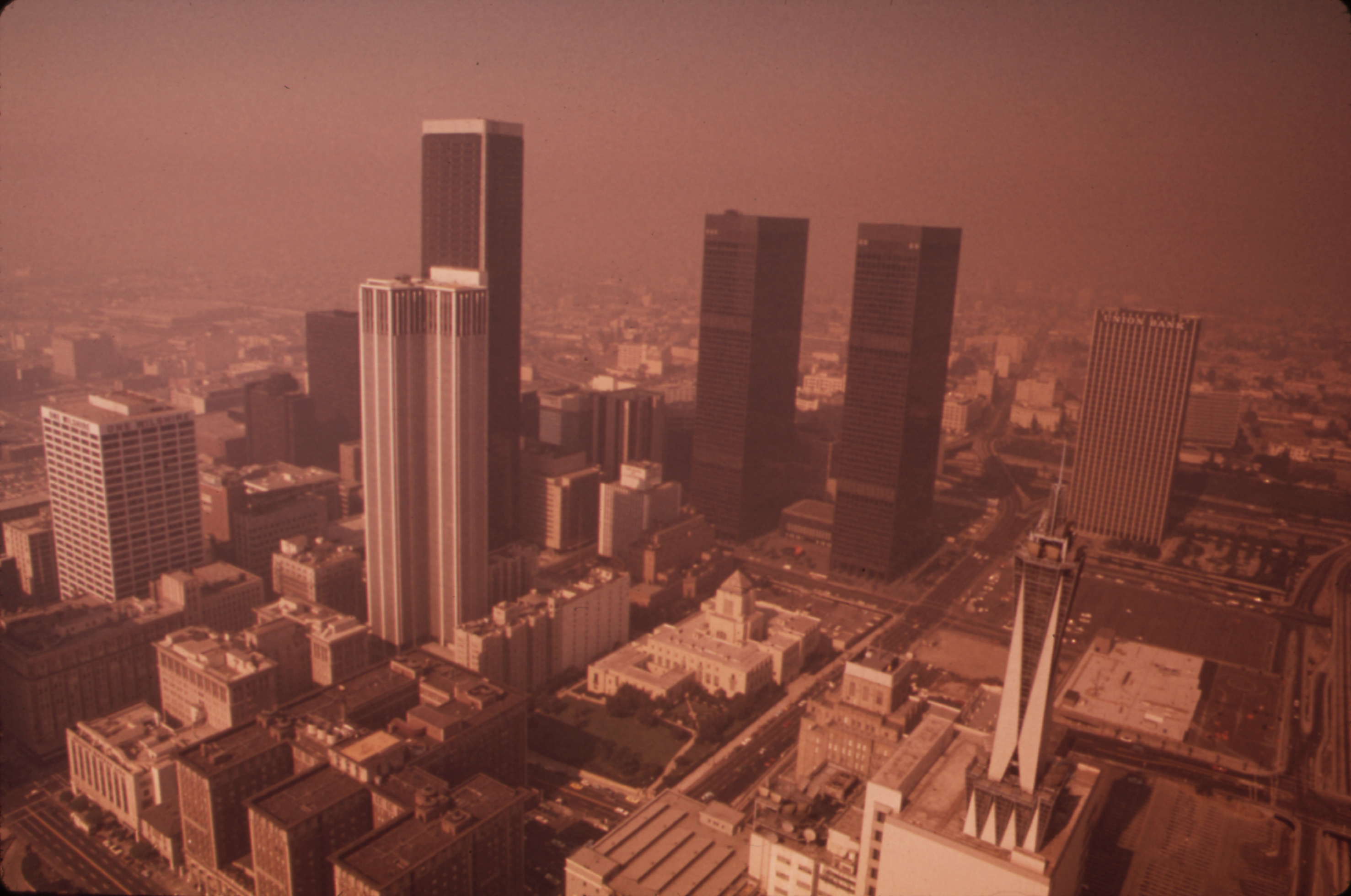
Un fort smog sur Los Angeles en 1973.

Bien que la ville s'agrandissait, la croissance de population, de voitures, et d'industrie contribuaient à une crise de pollution de l'air et aux smogs fréquents dont la ville devint célèbre. À cause de la situation naturelle de la ville au sein du Bassin de Los Angeles, des émissions et la pollution ont tendance à devenir piégés et à s'aggraver. 
Dès les années 1940, il y avait plus de 1 million de voitures dans la ville et les smogs devenaient de plus en plus sévères. La croissance industrielle et démographique qui eut lieu pendant la Seconde Guerre Mondiale causa également une forte augmentation de la pollution. Une vague de smog en juillet 1943 était si sévère qu'elle fit croire aux habitants que les japonais avaient attaqué la ville avec des armes chimiques. Pendant les années 1960, la ville enregistrait annuellement 200 de jours de smog en moyenne. Mais le lien entre les voitures et le smog ne fut pas compris avant années 1950.
Pour atténuer les effets de la pollution, en 1947 le comté de Los Angeles créa le District de Contrôle de la Pollution de l'Air, une autorité pouvant activer les sirènes de raid aérien pour avertir la population de la ville de rester à l'intérieur pendant les jours de pic de pollution.  
Les smogs à Los Angeles commencèrent à diminuer après l'adoption du Clean Air Act par l'administration de Richard Nixon en 1970. Cette loi donna à l'État de Californie des pouvoirs plus étendus pour réglementer les niveaux d'émissions.

### Désindustrialisation et mouvements sécessionnistes (1950-2000)
Durant les cinquante dernières années, Los Angeles a connu une forte désindustrialisation. La dernière usine automobile fut fermée dans les années 1990 ; les usines de pneumatiques et d'acier ont été délocalisées auparavant. La plupart des activités agricoles et d'élevage qui prospéraient toujours dans les années 1950 se sont déplacées dans les comtés avoisinants et l'industrie du meuble s'est déplacée au Mexique et d'autres pays où les salaires sont plus faibles. L'industrie aérospatiale s'est fortement réduite à la fin de la Guerre froide ou s'est déplacée dans des États dans lesquels les impôts sont plus faibles ; l'industrie du cinéma a trouvé des endroits moins coûteux pour la production de films, programmes de télévision ou publicités ailleurs aux États-Unis ou au Canada. Bien que Los Angeles soit toujours un centre majeur pour la confection et le textile, la ville est devenue bien plus dépendante du secteur des services.
Ces changements macroéconomiques ont causé d'importantes mutations sociales. Bien que le chômage se soit réduit à Los Angeles dans les années 1990, les emplois nouvellement créés étaient surtout des emplois à bas salaire, souvent occupés par les immigrants récents ; certains ont suggéré que le nombre de familles pauvres aurait augmenté de 36 % à 43 % de la population du comté de Los Angeles à cette époque. En même temps, le nombre d'immigrants du Mexique, d'Amérique centrale et d'Amérique latine fit de Los Angeles une ville « majoritairement minoritaire » qui sera bientôt majoritairement hispanique.
On assiste depuis peu à une recomposition ethnique. Ainsi, le quartier de Watts, autrefois essentiellement noir, est maintenant plutôt latino. Compton, en dehors de la ville de Los Angeles, mais dans le comté de Los Angeles, et qui a gagné une certaine célébrité à travers la musique rap de N.W.A. et autres groupes, est aussi de plus en plus latino. Bien que la communauté latino de la ville ait été auparavant essentiellement centrée sur Los Angeles Est, elle s'étend maintenant sur toute la ville. La vallée de San Fernando, un bastion blanc dans les années 1960 qui fournit les votes permettant à Sam Yorty de battre la première élection courue par Tom Bradley, est maintenant aussi diverse ethniquement que le reste de la ville de l'autre côté des collines d'Hollywood.
Au lieu de se sentir plus proche, cependant, le contraire semble s'être produit. À la fin du XXe siècle, quelques-unes des banlieues commencèrent à se sentir exclues des choix politiques de la mégapole, causant un mouvement de sécession dans la vallée de San Fernando et d'autres plus faibles à San Pedro et Hollywood. Les référendums visant à séparer les villes furent rejetés par les électeurs en novembre 2002.
Cependant, la plupart de ces problèmes ne se ressent pas si durement dans la vie de Los Angeles, faisant finalement de la Cité des Anges un endroit où il fait bon vivre, toute relativité moderne considérée.

### Incendies de 2025 à Los Angeles

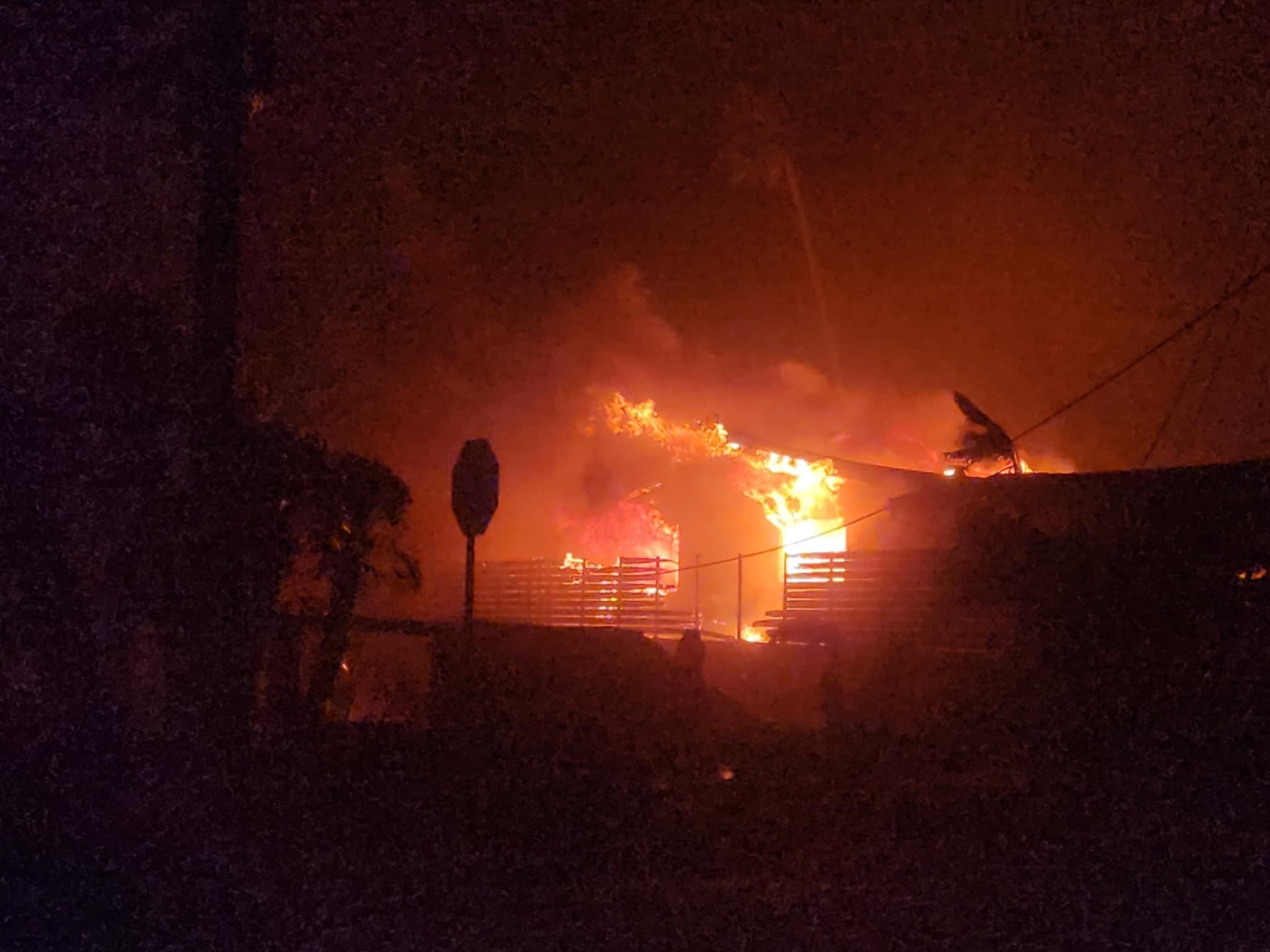
Incendies de Californie du Sud en 2025 et Service forestier des États-Unis.

Depuis le 7 janvier 2025, une série d'incendies touche la région métropolitaine de Los Angeles et les régions environnantes en Californie du Sud, notamment à Pacific Palisades, Eaton, Hurst et Sunset.

### Manifestations contre les raids de la police de l'immigration

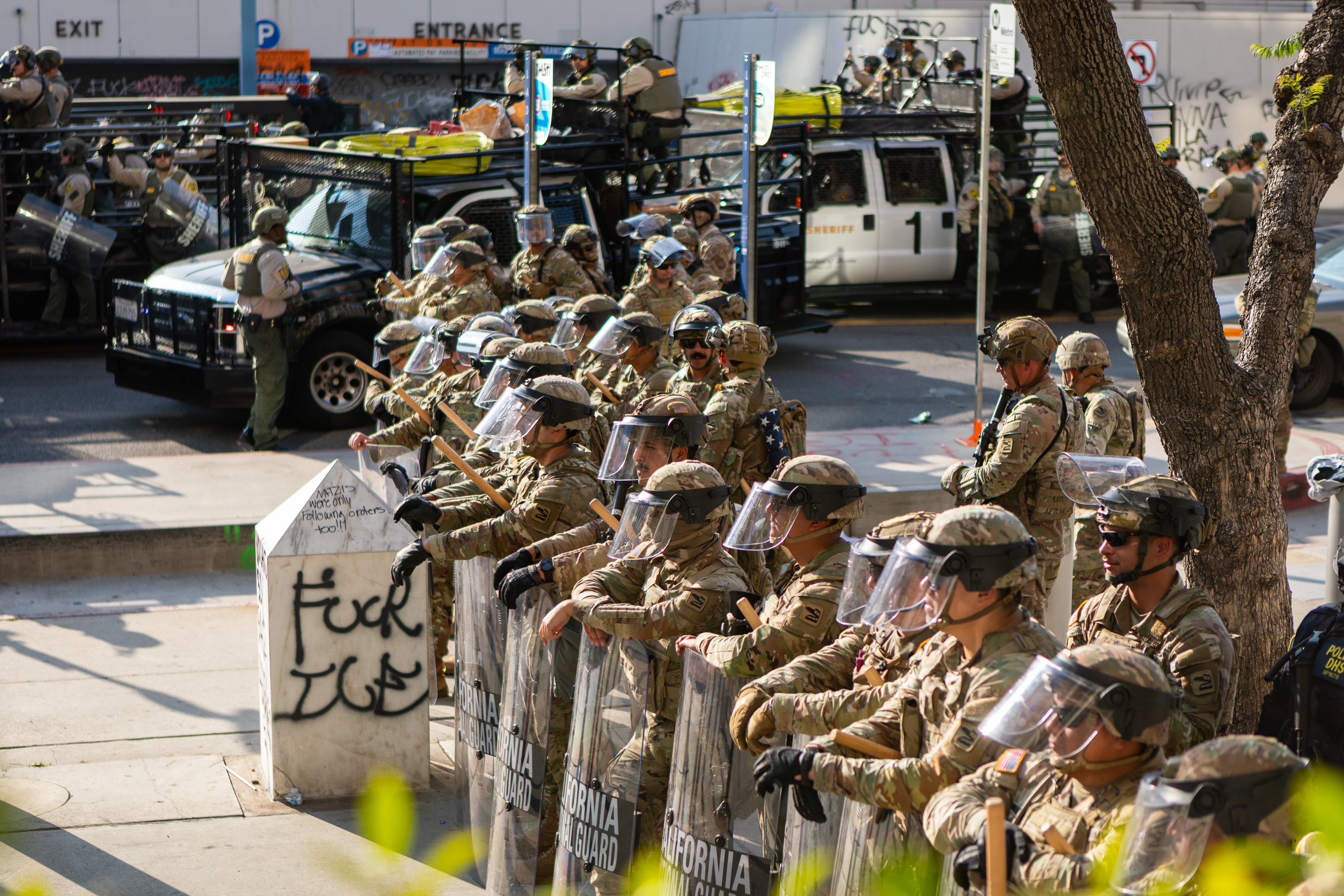
Soldats de la Garde nationale à Los Angeles le 12 juin 2025.

En juin 2025, la Californie est le théâtre de manifestations s'opposant aux raids de la police fédérale de l’immigration (ICE). Le président américain, Donald Trump, a envoyé à Los Angeles 4 200 soldats de la Garde nationale, puis plusieurs centaines de Marines, ainsi qu'une surveillance par des drones militaires Predator. Ce déploiement s'est fait contre l'avis du gouverneur de Californie, Gavin Newsom, et de la maire de Los Angeles, Karen Bass, qui accuse le président de provoquer volontairement les troubles.

## Histoire thématique de Los Angeles

### Les Afro-Américains et Los Angeles
Bien que Los Angeles soit la seule ville majeure des États-Unis à avoir été fondée par des colons essentiellement de racines africaines, la ville avait seulement 2 100 Afro-Américains dans son recensement de 1900 ; en 1920, ils étaient environ 15 000. En 1910, la ville avait le taux le plus élevé de possession de maisons par les Noirs du pays, avec 36 % des résidents afro-américains possédant leur propre maison. Cela fit dire à W.E.B. Dubois en 1913 que nulle part aux États-Unis "les nègres ne sont si bien et magnifiquement logés."
Cela changea dans les années 1920, quand des restrictions raciales pour le logement, originellement destinées aux Asiatiques, aux Mexicains et aux Juifs, furent appliquées aux Noirs. Les Noirs étaient confinés au quartier de Watts et les autres communautés dans le sud de Los Angeles (South Central Los Angeles), qui recevaient bien moins de services que le reste de la ville.
Cette politique conduit à des problèmes de logement dans les années 1940 alors que la croissance de l'industrie de la défense amenait de plus en plus d'Afro-Américains dans la ville. Les efforts pour offrir un système de logement public furent rejetés comme d'inspiration communiste dans les années 1950.
Watts avait aussi un niveau de chômage chroniquement élevé, et pas d'agence d'aide à la recherche d'emploi ; trois lignes de bus, mais pas de ligne menant vers les centres majeurs d'emploi. Ses écoles étaient en dessous de la moyenne et l'hôpital le plus proche à deux heures de bus. Watts était un petit centre de pauvreté dans une ville où la population noire s'était multipliée par dix entre 1950 et 1965.

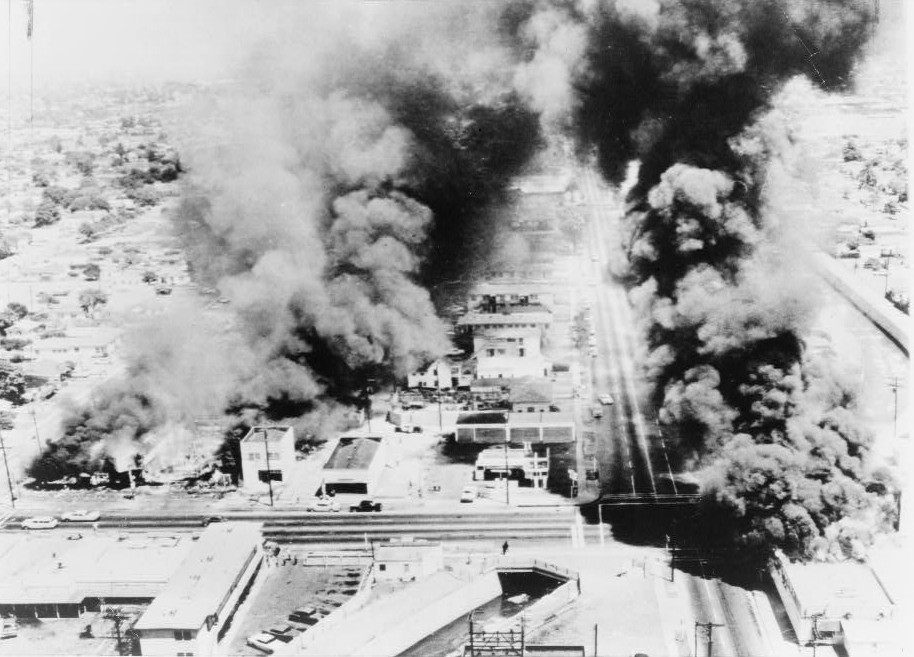
Bâtiments en feu pendant les émeutes de Watts.

Les émeutes de Watts de 1965 surprirent néanmoins les autorités. Les émeutes commencèrent par un incident de police mineur et durèrent quatre jours. Trente-quatre personnes furent tuées et mille trente-quatre blessées pour un coût de quarante millions de dollars en dégâts et pillage. Tellement de magasins furent brulés sur la 103e rue que les gens l'appelaient l'allée du charbon.
Bien que la ville et le comté prirent quelques mesures pour améliorer le manque de services sociaux pour la communauté noire après les émeutes de Watts — la plus visible étant la construction d'un hôpital de comté pour la communauté —, pour la plupart les choses ne firent que s'aggraver durant les vingt-cinq années suivant les émeutes. La désindustrialisation causa la fermeture des usines de véhicules, de pneus, d'acier et de construction navale, ce qui priva Los Angeles d'emplois industriels bien payés qui s'étaient ouverts aux travailleurs Afro-Américains et Latinos. En même temps, le trafic de drogue et les gangs avaient atteint des niveaux critiques. La police de Los Angeles, qui avait suivi un modèle militaire depuis le régime de Chief Parker dans les années 1950, était devenue encore plus détestée par les minorités qu'elle était censée protéger et servir.
Tout cela causa les événements de 1992 : après qu'un jury de banlieue dans la vallée de Simi, dans le comté de Ventura, acquitta les officiers de police qui avaient battu Rodney King l'année précédente. Après quatre jours d'émeutes, plus de cinquante morts, et des milliards de dollars de dégâts, la garde nationale et la police finirent par reprendre le contrôle. Il reste à voir s'il s'est produit depuis un changement ou si cette situation est destinée à se reproduire.

### Les Mexicains, Pachucos, Chicanos et Latinos dans Los Angeles
Une migration continue de Mexicains vers la Californie entre 1910 et 1930 augmenta les populations mexicaines et chicanos de Los Angeles jusqu'à peu près 200 000 personnes.
En 1930, les États-Unis commencèrent à les expulser, déportant plus d'un demi-million de Mexicains et Chicanos de Californie et 13 332 du comté de Los Angeles dans les années 1930. À cette époque, la ville célébra son cent-cinquantième anniversaire en 1931 avec une « fiesta de Los Angeles », incluant une reina blonde dans un costume ranchero traditionnel.
Durant la Seconde Guerre mondiale, l'hostilité envers les Américains d'origine mexicaine prit une forme différente, alors que les journaux locaux présentaient les jeunes Chicanos, qui se nommaient eux-mêmes parfois pachucos, comme des gangsters à peine civilisés. Des soldats Anglo attaquèrent de jeunes Chicanos habillés dans la tenue habituelle pour des pachuco de l'époque : de longs manteaux avec des épaules larges et des pantalons hauts, des Zoot suits, en 1943.
Vingt-deux jeunes Chicanos furent condamnés pour meurtre sur un autre jeune dans une fête organisée au sud-est de Los Angeles dans un endroit connu sous le nom de Sleepy Lagoon ("lagon endormi") dans une nuit d'août 1942 ; ils furent finalement libérés après un appel qui démontra à la fois leur innocence et le racisme du juge ayant conduit le procès. S'ensuivirent les Zoot Suit Riots.
La communauté latino de Los Angeles fut largement exclue jusqu'aux années 1990, quand la réorganisation des districts de la ville conduit à l'élection de membres latino au conseil de la ville pour la première fois depuis les années 1950, et aux premiers membres latino du Bureau des Superviseurs du comté de Los Angeles depuis sa création. Avec la croissance énorme de la communauté latino, essentiellement due à l'immigration mexicaine, mais aussi d'Amérique centrale et du sud, c'est maintenant la plus grande ethnie de Los Angeles. Bien qu'Antonio Villaraigosa perdît l'élection pour la mairie en 2001, les dirigeants politiques latino devraient probablement être à l'avant-plan dans les décennies à venir.

### Les Asiatiques dans Los Angeles

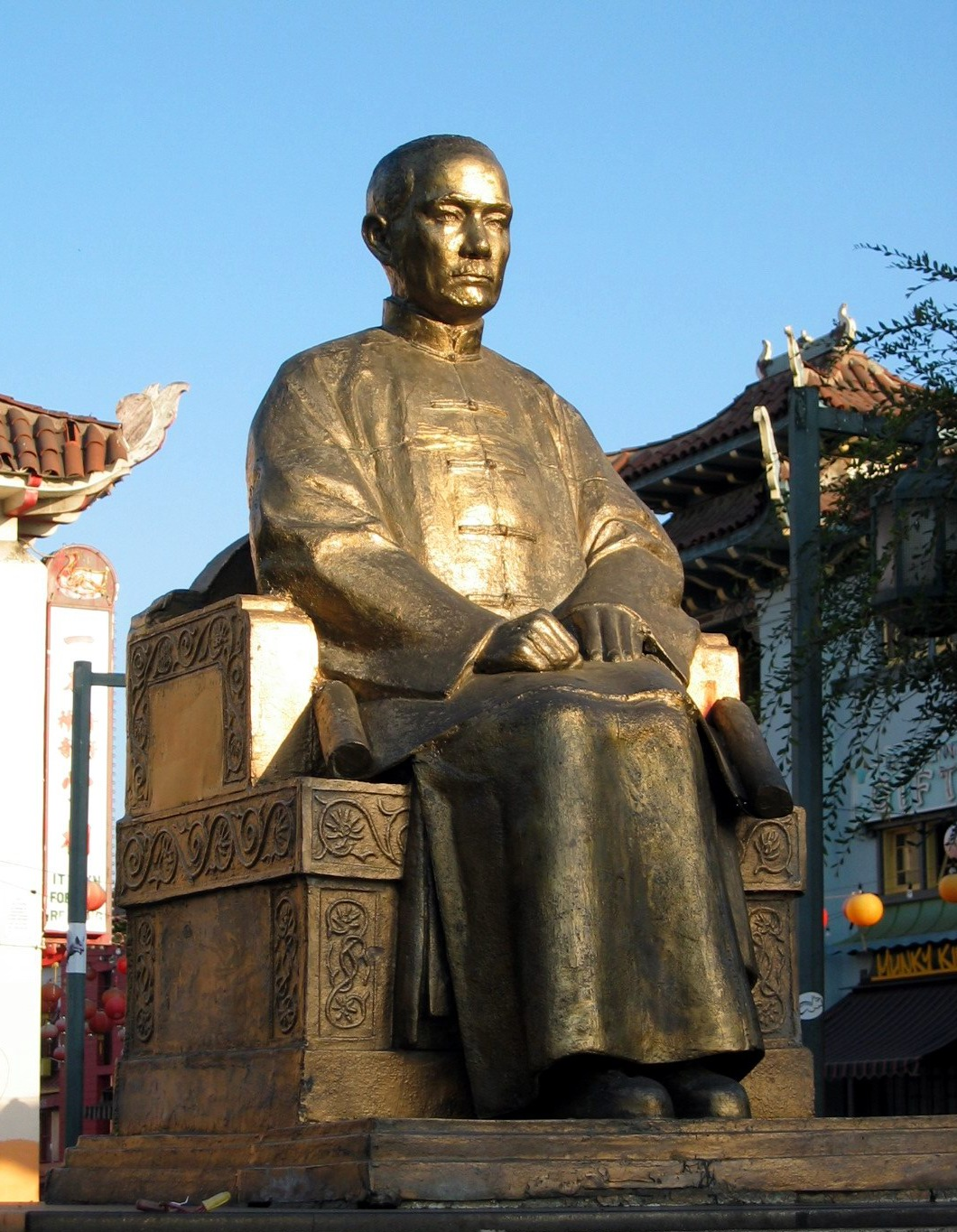
Statue du Dr. Sun Yat-Sen, chinatown de Los Angeles.

Moins d'un siècle après la création de Los Angeles, Chinatown était une communauté très active, proche du dépôt de trains en banlieue.
Des milliers de Chinois vinrent au nord de la Californie dans les années 1850, au début pour se joindre à la ruée vers l'or puis pour participer à la construction des lignes de chemin de fer. Ils commencèrent à se déplacer vers le sud au fur et à mesure que le chemin de fer transcontinental reliait Los Angeles avec le reste du pays.
Plus tard, les travailleurs chinois qui avaient aidé à construire l'aqueduc jusqu'à la rivière Owens et travaillaient dans les champs de la vallée de San Joaquin passaient leurs hivers dans une enclave ethniquement séparée de Los Angeles. En 1872, onze ans avant le vote de l'acte d'exclusion des Chinois de 1882, Chinese Exclusion Act, une manifestation anti-chinoise violente s'est produite dans Chinatown, tuant des résidents chinois et pillant les boutiques et restaurants.
Le manque de travailleurs causé par le Chinese Exclusion Act fut comblé par des travailleurs japonais et, en 1910, l'emplacement désormais connu sous le nom de « Little Tokyo » apparu près de Chinatown. Au début de la Première Guerre mondiale, beaucoup de fermiers japonais avaient suffisamment économisé pour acheter ou louer des terres de culture de fruits ou légumes dans des zones périphériques comme Gardena, Beverly Hills ou San Gabriel.
Durant les années entre les deux guerres mondiales, la communauté asio-américaine de Los Angeles incluait aussi des petits groupes de Coréens-Américains et Philippins, ces derniers comblant le vide suivant l'exclusion des Japonais en 1924.
À la suite de l'attaque sur Pearl Harbor, les États-Unis autorisèrent l'évacuation et l'incarcération dans des camps de concentration de tous les Japonais vivant en Californie, quelle que fût leur citoyenneté. Les Japonais du sud de la Californie devaient se présenter à des baraquements temporaires situés au champ de course Santa Anita à Arcadia, au sud de Pasadena. Presque 20 000 des 93 000 Américano-Japonais de l'État furent confinés dans ces quartiers avant d'être déplacés plus à l'intérieur dans des camps d'internement.
Depuis la Seconde Guerre mondiale, l'immigration d'Asie et du Pacifique s'est considérablement réduite. Le flux d'immigrants depuis les Philippines, la Corée, Taïwan, Hong Kong, les îles du Pacifique et l'Asie du Sud-Est a conduit au développement d'enclaves comme Koreatown dans le centre-ville, une communauté cambodgienne à Long Beach, de Samoans à Compton, Hawaiian Gardens et Wilmington, une communauté thaï à Hollywood, de Vietnamiens à Chinatown et Garden Grove dans le comté d'Orange, chinoise à Monterey Park et des secteurs de la vallée de San Gabriel.

### Los Angeles et le principeopen shop
En même temps que le Los Angeles Times était enthousiaste pour l'expansion de la ville, il essayait aussi de transformer la ville en une ville sans syndicat de travailleurs ou ville open shop. Les cultivateurs de fruits et marchands locaux qui s'étaient opposés à la grève de Pullman en 1894 formèrent ensuite l'Association des marchands et fabricants (Merchants and Manufacturers, M&M) pour soutenir la campagne antisyndicats du Los Angeles Times.
Le syndicat de Californie, concentré sur San Francisco, avait largement ignoré Los Angeles pendant des années. Cela changea en 1907, cependant, quand la Fédération américaine du travail (American Federation of Labor, AFL) décida de combattre la ville open shop de « Otis Town », le paroxysme de cette lutte fut le 1er octobre 1910 quand une bombe détruit une bonne partie de l'usine de publication du Los Angeles Times.
Les autorités condamnèrent pour cet attentat John et James McNamara, tous deux en relation avec le Syndicat des travailleurs du fer (Iron Workers Union) ; l'avocat Clarence Darrow, qui avait précédemment défendu avec succès Big Bill Haywood, Moyer et Pettibone dans l'Idaho, les représenta.
Au moment où les frères McNamara attendaient leur procès, Los Angeles se préparait pour une élection pour la mairie. Job Harriman, candidat sur la liste socialiste, contestait le candidat de l'establishment.
La campagne d'Harriman, cependant, se basait sur l'innocence déclarée des McNamara. Mais la défense était en difficulté : l'accusation avait non seulement la preuve de la complicité des McNamara, mais avait piégé Darrow dans une tentative naïve de corrompre l'un des jurés. Le 1er décembre 1911, quatre jours avant l'élection, les McNamara acceptèrent de plaider coupable en échange d'une peine de prison. Le Los Angeles Times accompagna son article sur le sujet avec une photographie truquée de Samuel Gompers piétinant un drapeau américain. Harriman subit une lourde défaite.
La campagne pour l'open shop continua de victoire en victoire, mais non sans opposition des travailleurs. En 1923, le syndicat des Industrial Workers of the World avait fait un progrès considérable avec l'action des dockers de San Pedro, où 3 000 hommes quittèrent leur travail en protestation. Avec le support du Los Angeles Times, une équipe spéciale, la « Wobbly squad » fut formée au sein du département de police de Los Angeles et arrêta tellement de travailleurs en grève que les prisons de la ville furent bientôt pleines.
Quelque 1 200 dockers furent enfermés dans un corral derrière une palissade spéciale dans Griffith Park. Le Los Angeles Times écrit en approbation que « les palissades et le travail forcé sont de bons remèdes pour le terrorisme de IWW ». Les réunions publiques devinrent illégales à San Pedro, Sinclair Lewis fut arrêté à Liberty Hill à San Pedro pour avoir lu les dix premiers amendements de la constitution des États-Unis sur la propriété privée d'un supporter de la grève, et des arrestations abusives eurent lieu aux réunions de syndicats. La grève se termina après que des membres du Ku Klux Klan et de la légion américaine (American Legion) se regroupèrent dans le hall du syndicat Industrial Workers of the World et attaquèrent hommes, femmes et enfants présents. La grève échoua.
Los Angeles développa une autre industrie au début du XXe siècle, quand les producteurs de films de la côte est s'y déplacèrent. Ces nouveaux employeurs étaient aussi préoccupés par les syndicats et autres mouvements sociaux: pendant la campagne de Upton Sinclair pour gouverneur de Californie avec son mouvement « Finissons-en avec la pauvreté en Californie » (End Poverty in California, EPIC), Louis B. Mayer changea les studios MGM de Culver City en quartier général officieux de la campagne organisée contre EPIC. MGM produit de fausses interviews dans les informations projetées au cinéma avec des acteurs avec un accent russe exprimant leur enthousiasme pour EPIC, avec des vidéos présentant des mendiants blottis aux frontières de la Californie attendant que Sinclair soit élu pour entrer et profiter de l'argent des taxes de l'État pour vivre à leur crochet. Sinclair perdit les élections.
Los Angeles développa aussi une autre industrie dans les années précédant la Seconde Guerre mondiale : l'industrie du vêtement. Au début essentiellement de nature régionale, comme le vêtement de sport, l'industrie finit par devenir le deuxième centre de production vestimentaire des États-Unis.
Les syndicats commencèrent à progresser dans l'organisation de ces travailleurs lorsque le New Deal arriva dans les années 1930. Il y eut encore plus de progrès durant la guerre, quand Los Angeles devint encore plus importante.

## En savoir plus